# Mazhuangqiao
Mazhuangqiao (kinesiska: 马庄桥, 马庄桥镇) är en köping i Kina. Den ligger i provinsen Henan, i den centrala delen av landet, omkring 170 kilometer nordost om provinshuvudstaden Zhengzhou. Antalet invånare är 23 970. Befolkningen består av 12 025 kvinnor och 11 945 män. Barn under 15 år utgör 17,0 %, vuxna 15-64 år 73 %, och äldre över 65 år 9,0 %.
Genomsnittlig årsnederbörd är 623 millimeter. Den regnigaste månaden är juli, med i genomsnitt 194 mm nederbörd, och den torraste är januari, med 3 mm nederbörd.